# Caudiès-de-Conflent
Caudiès-de-Conflent (katalanisch Caudiers de Conflent) ist eine französische Gemeinde mit 21 Einwohnern (Stand 1. Januar 2022) im Département Pyrénées-Orientales in der Region Okzitanien. Sie gehört zum Arrondissement Prades und zum Kanton Les Pyrénées catalanes.

## Nachbargemeinden
Nachbargemeinden von Caudiès-de-Conflent  sind Railleu im Norden, Ayguatébia-Talau im Osten, La Llagonne im Süden und Matemale im Westen.

## Bevölkerungsentwicklung
| Jahr      | 1962 | 1968 | 1975 | 1982 | 1990 | 1999 | 2008 | 2018 |
| Einwohner | 8    | 5    | 6    | 2    | 2    | 6    | 13   | 17   |

## Sehenswürdigkeiten
- Kirche Saint-Martin